# Articulation ellipsoïde
Une articulation ellipsoïde (ou articulation condylienne) est une jointure synoviale avec des surfaces articulaires en segments d'ovoïde. La surface articulaire convexe est nommée condyle.
Ce type d'articulation a deux axes directeurs et deux degrés de liberté. Il permet des mouvements de flexion / extension et d'abduction / adduction.
Dans l'anatomie humaine, il existe les articulations ellipsoïde suivantes :
- l'articulation atlanto-occipitale,
- l'articulation radio-carpienne,
- les articulations métacarpo-phalangiennes,
- les articulations métatarso-phalangiennes.